# JoJo's Bizarre Adventure: All Star Battle
JoJo's Bizarre Adventure: All Star Battle (яп. ジョジョの奇妙な冒険 オールスターバトル, ДзьоДзьо но Кимуйоː на Боːкен Оːру Сутаː Батору) — відеогра в жанрі файтинг, розроблена студією CyberConnect2 та випущена компанією Namco Bandai Games для ігрової приставки PlayStation 3. Гра створена за мотивами однойменної манґи JoJo's Bizarre Adventure авторства Хірохіко Аракі. Всесвіт гри поділено на 8 сюжетних арок, кожна з яких була створена на основі 8 частин оригінальної манґи. У Японії гра була випущена 29 серпня 2013 року. У Європі, США та Австралії вихід гри відбувся у квітні 2014 року.
Ремастер з додатковим контентом під назвою JoJo's Bizarre Adventure: All Star Battle R для PlayStation 4, PlayStation 5, Xbox One, Xbox Series X/S, Nintendo Switch, Microsoft Windows через Steam вийшов 2 вересня 2022 року.

## Ґеймплей
JoJo's Bizarre Adventure: All Star Battle є класичний 3D файтинг, де гравець може вибирати персонажа з даного списку, щоб вступати в бій з іншим персонажем-противником. Всього в грі є 40 персонажів з 8 частин оригінальної манґи JoJo's Bizarre Adventure, а також один персонаж з манґи Baoh, ранньої роботи Хірохіко Аракі. Мета гравця полягає у перемозі над супротивником, коли його енергетична шкала стане порожньою, або якщо після закінчення таймера, шкала супротивника буде порожньою. Для бою використовують 5 кнопок геймпада; легкий, середній, важкий удари, ухил та застосування унікальної техніки. Остання є можливість застосовувати унікальну здатність або техніку бою, доступну тільки даному персонажу, унікальні техніки загалом діляться на 5 категорій;
- Хамон (波紋) — персонаж у бою використовує пульсуючу силу, чия природа схожа на сонячну. Така сила називається хамон. За допомогою неї можна проводити спеціальні атаки чи підвищувати фізичні можливості персонажа. Хамон вкрай ефективний у бою проти вампіра або людини-з-колони, оскільки ті не можуть відновити шкоду від завданої атаки.
- Вампіризм (吸血) — унікальні сили, доступні персонажам-вампірам. Дозволяють швидко відновлювати сили та наслідки від шкоди за рахунок очок життя противника. Однак вампір слабкий проти срібних куль і особливо хамона. Діо Брандо може використовувати стенд. Персонаж-вампір через непереносимість світла не може боротися у локаціях із денним світлом.
- Мод (流法) — унікальний режим, доступний тільки людям-з-колон . Кожна людина з колони управляє силами природи, але слабка проти атак хамона. Як і вампіри, можуть боротися лише у локаціях без сонячного світла.
- Стенд (スタンド) — здатність закликати духів, які є частиною душі персонажа. Кожен стенд має унікальну здатність. Деякі стенди активні за замовчуванням, іншими необхідно керувати. Носію стенда доступна можливість наносити комбо-атаку одночасно зі стендом.
- Наїзник (騎乗) — персонажі даної категорії здатні викликати під час бою своїх коней, щоб отримати перевагу в бою. Також можуть бути обмежено використовувати стенди.
- Бао (バオー武装現象) — здатність, утворена в результаті симбіозу з хробаками, відомими, як Бао. Сили атаки носія збільшуються, також носій може змінювати форму тіла, підлаштовуючись під атаки супротивника. Ця здатність була взята з манґи Baoh, ранньої роботи Хірохіко Аракі.

Крім датчика енергії, який поступово спустошується під час бою, на нижньому екрані присутні спеціальні датчики Heart Heat Gauge (яп. ハートヒートゲージ), які навпаки заповнюються, коли персонаж завдає ударів. Коли датчик заповнений на половину, персонаж може наносити потужнішу атаку Heart Heat Attacks (яп. ハートヒートアタック) і при повній шкалі ще більш потужну атаку — Great Heat Attacks (яп. グレートヒートアタック). Уїдливі коментарі персонажа також можуть завдавати невеликих втрат противнику. Також персонаж може використовувати Strange Cancel (яп. プッツンキャンセル), щоб зірвати комбо-атаку противника.
Дія бою відбувається на різних локаціях, які є в оригінальній манґі. При цьому іноді бою можуть заважати Stage Gimmicks (яп. ステージギミック) сторонні об'єкти або люди — наприклад в персонажа або опонента може врізатися кінь або машина в залежності від місця дії або ж в бій хтось раптово втрутиться. Між сценами бою присутні кат-сцени, що переказують сюжет оригінальної манґи або альтернативні сцени Situation Finishes (яп. シチュエーションフィニッシュ) що з'являються, якщо гравець програє за персонажа, який в оригінальній манґі виграв.
У грі доступний вільний режим, що дозволяє вибирати для бою бажаного персонажа та супротивника незалежно від сюжетної лінії. І також сюжетний режим, який обмежує взаємодію персонажів у рамках окремих частин оригінальної манґи, в якій вони вперше з'являлися. У такому разі гравець грає за протагоніста чи антагоніста, а гра сама вирішує, з ким йому боротися. Між боями гра показує сцени з сюжету. Крім цього, є режим «Campaign Mode», що є онлайновим. У ньому гравець може вступати в різні битви, набуваючи очків, на які може змінювати зовнішність свого персонажа.

## Персонажі
| Частина 1 Phantom Blood - Джонатан Джостар, Хамон - Вілл Цепелі, Хамон - Діо Брандоa, Вампірізм Частина 2 Battle Tendency - Джозеф Джостарб, Хамон - Цезар Антоніо Цепелі, Хамон - Ліза Ліза, Хамон - Ейсідісі, Мод управління теплом - Вам, Мод вітру - Карс, Мод світла Частина 3 Stardust Crusaders - Джотаро Куджо, стенд Star Platinum - Старий Джозеф Джостарб, стенд Hermit Purple - Мохаммед Авдол, стенд Magician’s Red - Норіакі Какоїн, стенд Hierophant Green - Жан-Пьер Польнарефф, стенд Silver Chariot - Іґґі, стенд The Fool - Хол Хорс, стенд Emperor - Ваніла Айсв - Діо Брандоa, стенд The World та частково вампірізм Частина 4 Diamond Is Unbreakable - Джоске Хіґашиката (Diamond Is Unbreakable), стенд Crazy Diamond - Окуясу Нідзімура, стенд The Hand - Коїчі Хіросе, стенд Echoes Акт 1, 2, і 3 - Рохан Кішибе, стенд Heaven’s Door - Шиґечі Янгу, стенд Harvest - Акіра Отосі, стенд Red Hot Chili Pepper - Йошикаге Кіра, стенд Killer Queen - Косаку Кавадзіріг, стенд Killer Queen | Частина 5 Golden Wind - Джорно Джованна, стенд Gold Experience/Gold Experience Requiem - Бруно Буччелаті, стенд Sticky Fingers - Наранчіа Джирга, стенд Aerosmith - Ґуідо Міста, стенд Sex Pistols - Панакота Фуґо, стенд Purple Haze - Дияволо, стенд King Crimson Частина 6 Stone Ocean - Джолін Куджо, стенд Stone Free - Ермес Костело, стенд Kiss - Нарцисо Анасуй, стенд Diver Down - Енріко Пуччі, стенд Whitesnake Часть 7 Steel Ball Run - Джонні Джостар, наїздник: кінь Слоу Денсер та стенд Tusk Act 1, 2, 3, и 4 - Джайро Цеппели, наїздник: кінь Валькірія та стенд Scan/Ball Breaker - Фані Валентайн, стенд Dirty Deeds Done Dirt Cheap Часть 8 JoJolion - Джоске Хіґашиката (JoJolion), стенд Soft & Wet Baoh - Ікуро Хасідзава, Baoh Armed Phenomenon |

↑  — Діо Брандо з Phantom Blood та Діо Брандо зі Stardust Crusaders є технічно різними персонажами. Так Діо з Phantom Blood використовує техніки вампіра під час битв, а Діо зі Stardust Crusaders використовує стенд, хоча застосовує кілька вампірських технік.
↑  — Хоча Джозеф Джостар із Battle Tendency та Stardust Crusaders є одним і тим же персонажем, у грі це 2 самостійних персонажів; Джозеф із Battle Tendency у бою використовує хамон, а зі Stardust Crusaders використовує стенд.
↑  — Ваніла Айс, як і Діо використовує у бою стенд, може атакувати з прийомами вампіра.
↑  — Косаку Кавадзірі та Йошикаґе Кіра є в оригінальній історії одним і тим же персонажем. Але в грі це два самостійні персонажі. Зокрема стенд Косаку Кавадзірі як зброю використовує которослину Stray Cat «третю бомбу» стенда.

## Розробка та вихід
Анонс відбувся у липні 2012 року. Гра розроблялася з використанням ігрового двигуна JoJo Shading Requiem, стилізованому під манґу.
Копії гри поширювалися у вигляді простого та обмеженого видань "Gold Experience Box" (яп. 黄金体験BOX（ゴールド・エクスペリエンスボックス）, Гоːрудо Екусуперіодзу Боккусу). Обмежене видання включало аксесуари у вигляді золотої пластини із зображенням Джорно Джованни з його стендом Gold Experience і фігурку Джотаро Куджо з його стендом Star Platinum, а також диск із саундтреками з гри. В одному з промо-відео, представники Namco Bandai оголосили, що всі, хто зробить попереднє замовлення гри, отримають разом з нею безкоштовно та бонусних персонажів, за яких треба платити власникам звичайних копій гри.
19 вересня 2013 року Namco Bandai Games оголосила, що випуск гри відбудеться приблизно в 2014 році, і навесні 2014 року в Європі. Деякі імена персонажів заради дотримання авторських прав будуть змінені, проте розробникам доводилося йти на компроміс з боку Хірохіко Аракі, автора манґи, який спочатку був проти зміни імен та особисто вигадував персонажам/стендам нові імена. У січні 2014 стало відомо, що гра All Star Battle вийде в США обмежено і буде доступна для покупки в онлайн-магазинах Amazon.com, ClubNamco.com і PlayStation Network. Вихід у Європі також обмежився особливими виданнями з фізичною копією та фігуркою Джотаро Куджо та його стенда, прикрашених 600 стразами Swarovski, які були розпродані на аукціоні через GamesAid. Аукціон закінчився 5 квітня 2014 року, де було розпродано 687 копій гри.

## Критика
Критики журналу Famitsu дали грі 40 балів із 40. Гра отримала премію Japan Game Awards 2012 року у категорії ігри майбутнього. Після випуску гри, в Японії було продано 500 000 її копій. Норіакі Ніїно особисто подякував фанатам Jojo за успіх гри. Критик сайту Kotaku похвалив гру за її різноманітність та повагу до манґи-оригіналу, але зазначив, що у гри є проблеми з балансом та мікротранзакціями. Щоб виправити проблеми, пов'язані з мікротранзакціями, CyberConnect2 випустила до гри ряд оновлень, разом із якими додали двох нових персонажів. Станом на 31 березня 2014 року в Японії було продано 700 000 копій гри.